# Jonas Hagelius
Jonas Hagelius, född 1670 i Hagebyhöga församling, Östergötlands län, död 14 april 1737 i Mogata församling, Östergötlands län, var en svensk präst.

## Biografi
Hagelius föddes 1670 i Hagebyhöga församling. Han var son till bonden Gudmund på Gubbetorp. Hagelius studerade i Linköping och blev 15 mars 1699 student vid Uppsala universitet. Han prästvigdes 30 augusti 1701 och blev 1708 komminister i Börrums församling. Hagelius blev 1731 kyrkoherde i Mogata församling. Han avled 1737 i Mogata församling och begravdes 3 maj 1737 tillsammans med sina andra hustru.

### Familj
Hagelius gifte sig första gången 8 oktober 1709 med Elisabeth Asp (död 1731). Hon var dotter till kyrkoherden Samuel Asp och Andersdotter i Stens församling. Elisabeth Asp var änka efter prästmannen J. Metropolinus.
Hagelius gifte sig andra gången 6 augusti 1732 med Magdalena Wibling (1680–1737). Hon var dotter till rådmannen Jöran Wibling och Maria Schirbom i Söderköping. Magdalena Wibling var änka efter befallningsmannen Salomon Simonsson Strömdahl på Össby och befallningsmannen Hanrig Hagman på Össby.